# Famille Barbou
La famille Barbou est une famille subsistante d'ancienne bourgeoisie française célèbre dans l'histoire de l'imprimerie, depuis le début du XVIe siècle jusqu'au début du XXe, présente dans cette activité à Lyon, Limoges et Paris.
Les Barbou ont également exercé des fonctions ecclésiastiques et militaires.

## Histoire
Au sujet de la famille Barbou, Gustave Chaix d'Est-Ange écrit : la famille Barbou est une des plus anciennes et une des plus considérables de la haute bourgeoisie du Limousin. Jean Barbou sieur des Courières épouse en 1715 Valérie Farne de Champagnac dont il eut deux fils, Léonard Barbou de Monisme, et Martial Barbou l'un et l'autre trésoriers de France au bureau des finances de Limoges.
La famille Barbou est celle qui est restée le plus longtemps en activité dans l'histoire de l'imprimerie (de 1539 à 1910 environ).[réf. nécessaire]
Tous les dictionnaires biographiques ou bibliographiques ont consacré des notices aux Barbou, que l'on trouve à la tête d'un atelier typographique à Lyon dès le premier tiers du XVIe siècle et qui ont développé des activités d'imprimerie, d'édition et de librairie depuis cette époque jusqu'au début du XXe siècle. La dernière enseigne des Barbou imprimeurs fut "L'imprimerie du XXe siècle" de Marc Barbou à Limoges, connue pour ses éditions d'ouvrages pour le clergé (missels, paroissiens et recueils de prières) et pour l'éducation ("livres de distribution" de prix et d'étrennes), activités semblables à celles de Mame. Marc Barbou a imprimé de nombreux et jolis petits livres d'enfants, des "cartonnages romantiques décorés en papier gaufré à fenêtre lithographiée coloriée". Le fonds de Marc Barbou & Cie est vendu vers 1910 à l'imprimeur Mellottée, de Châteauroux.
Le nom de Barbou reste attaché à la célèbre Collection des Auteurs latins, encore appelée Collection Barbou, projet lancé à l'origine en 1742 par Antoine-Urbain II Coustelier et qui visait à faire paraître des ouvrages "exacts et joliment édités, à la façon des Elzevier, alors très recherchés et pour cela même en voie de raréfaction sur le marché" (Guillaume Flamerie de Lachapelle). Joseph-Gérard Barbou qui était un des principaux libraires parisien de ce milieu du XVIIIe siècle, décida de relancer cette collection qui jouissait déjà d’une bonne réputation mais dont le rythme de publication s'était épuisé. Il racheta les droits sur les volumes parus jusqu'en 1753 (le 1er volume de la collection, "Phèdre", avait été publié en 1742) et reprend la production. Il publie des auteurs antiques, mais aussi des auteurs modernes ayant écrit en latin (Théodore de Bèze, Marc-Antoine Muret, l'allemand Masen, le polonais Sarbiewski...), et des livres religieux ("L'imitation de Jésus Christ", "Le Nouveau Testament"). Le dernier ouvrage de la collection Barbou paraîtra en 1793 (Eutrope), par Hugues, le neveu de Joseph-Gérard, qui avait repris la succession en 1790. La collection Barbou comprend 35 ouvrages et 76 volumes in-12. Les plus grands savants et artistes de l'époque ont participé à cette œuvre : Jacques-Philippe Lallemant, Gabriel Brottier, Jean Capperonnier, pour l'établissement des textes, Fournier Le Jeune pour la typographie, Nicolas Beauzée, Eisen, Picart, Gravelot, Cochin, pour les illustrations...
La maison Barbou de Paris fut rachetée en 1808 par Auguste Delalain.
Dans les trois villes où ses membres se sont fixés, Lyon, Limoges et Paris, les Barbou ont exercé des fonctions des plus honorables. Pour ne parler que de Limoges, on retrouve le nom des Barbou sur les listes des magistrats municipaux, dans le clergé, l'armée et les finances publiques.
Au XVIIIe siècle, la réputation grandissante des Barbou et leur réussite professionnelle leur permet de conclure des alliances avec plusieurs familles importantes du Limousin.
C'est à Saussay, département de la Manche, en Basse-Normandie, que l'on retrouve le plus lointain ancêtre des Barbou, Jean Barbou, né en 1489, mort à Lyon en 1543. Jean Barbou s'installe à Lyon au début du XVIe siècle, chez François Fradin, l'un des premiers imprimeurs de Lyon et fonde l'imprimerie Barbou. Son fils Hugues s'établit à Limoges en 1567.
Enfin, pour ce qui est des Barbou de Paris, on sait que Nicolas, frère ou cousin germain de Jean, y était installé comme imprimeur de 1530 à 1543.
La famille Barbou a formé plusieurs branches : les Barbou de Leymarie, aujourd'hui éteinte; les Barbou des Courières, du nom de la seigneurie des Courrières-en-Isle (près de Limoges) acquise par Pierre Barbou en 1709, qu'il a léguée à son fils Jean, dont le fils, Martial II, devint le chef; les Barbou des Places, fondée par Joseph, né en 1758, fils cadet de Martial II, qui en devint le chef; et enfin les Barbou de Monismes, par Jean III, le fils aîné de Jean, du nom de la seigneurie de Monimes (Haute-Vienne) acquise par son père en 1734. Monimes devint la propriété de Léonard, qui depuis 1736 était désigné sous le nom de Beaupeyrat, qui en devint le chef.
Aujourd'hui, les attaches familiales des Barbou des Courières et des Barbou des Places sont principalement à Paris, à Lyon (Rhône), encore un peu en Limousin (Haute-Vienne et Corrèze), dans le Centre (Indre) et à l'étranger.

## Personnalités
- Joseph Gérard Barbou (1723-1790), imprimeur ;
- Gabriel Barbou des Courières (1761-1827), général de division de la Révolution et de l'Empire, chevalier de Saint Louis et grand croix de la Légion d'honneur ; il fait partie des 558 officiers à avoir leur nom gravé sous l'Arc de triomphe de l'Étoile à Paris ;
- Édouard Barbou des Places (1900-2000), jésuite helléniste ;
- Édouard Barbou des Places (né en 1940), député européen.

## Armoiries
Pierre Barbou, Conseiller du Roi depuis 1686, trésorier des ponts et chaussées de la généralité de Limoges, fit enregistrer les armes de la famille, qui n'étaient autres que sa marque de libraire, à l'Armorial général (registre de Limoges), le 27 février 1699 : 
D'azur, à une main dextre parée d'argent, mouvante d'une nuée de même du flanc senestre et tenant une palme et un épi de blé d'or passés en sautoir, et un croissant d'or en chef.

Armes des Barbou de Leymarie, selon Henri Rolland :
D'azur, à la main dextre de carnation, parée d'argent, mouvante d'une nuée du même au flanc senestre, et tenant une palme et un épi de blé d'or, passés en sautoir, le tout surmonté d'un croissant renversé d'or.

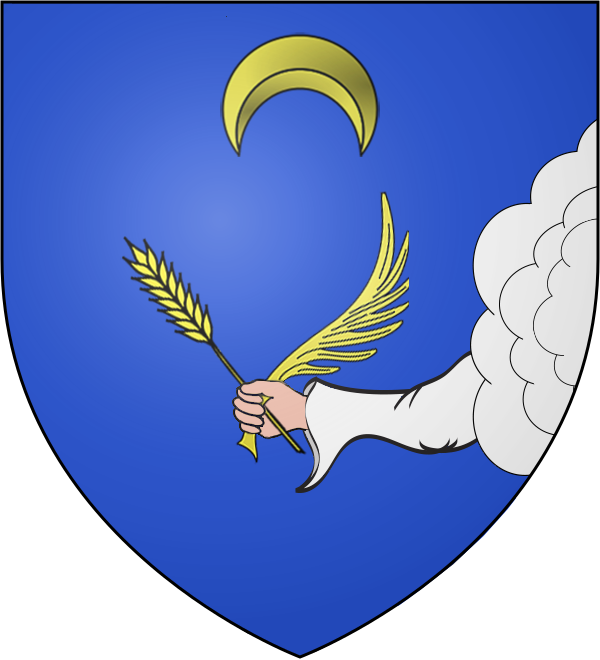

## Pour approfondir